# Jörn Wolterink
Jörn Wolterink (* 31. Mai 1984) ist ein deutscher Handballspieler auf der linken Rückraum-Position. In der Variante Beachhandball ist er deutscher Nationalspieler auf der Pivot-Position.

## Privates
Wolterink studierte von 2005 bis 2008 Betriebswirtschaftslehre mit einem Schwerpunkt auf Marketing und Logistik/Materialwirtschaft an der Private Hochschule für Wirtschaft und Technik in Vechta. Anschließend war er zwei Jahre als Sachbearbeiter beim Oldenburgisch-Ostfriesischer Wasserverband tätig, seitdem in der Privatwirtschaft.

## Hallenhandball
Wolterink begann beim Erstligisten HSG Nordhorn mit dem Handball im Leistungsbereich, Mitspieler waren unter anderem Holger Glandorf und Jesper Larsson. 2005 wechselte er zum VfL Edewecht in die Handball-Regionalliga Nord. 2008/09 gelang die Meisterschaft in der Liga und der Aufstieg in die 2. Handball-Bundesliga Nord. In der ersten Saison in der zweithöchsten Liga wurde Edewecht Vorletzter, konnte die Klasse aber aufgrund des Rückzuges zweier höher platzierter Vereine halten. Wolterink war in seiner ersten Zweitligasaison mit 243 erzielten Toren drittbester Torschütze der Liga, nur zwei Treffer hinter dem besten Werfer Maik Machulla. Die folgende Saison 2010/11 beendete der Verein auf dem 14. Platz, verzichtete aber darauf eine Lizenz für die nächste Saison zu beantragen. Trotz Werben anderer Vereine blieb Wolterink beim Verein. Somit spielte er danach mit dem VfL Edewecht in der 3. Liga. 2013 wechselte er in die Handball-Oberliga zur SG Neuenhaus-Uelsen. Dort blieb er weiterhin ein überaus treffsicherer Spieler und galt als „Superstar der Liga“. In der Saison 2017/18 wechselte er noch einmal zum verletzungsgeplagten Wilhelmshavener HV in die 2. Liga und half dort die Klasse zu halten.
Mittlerweile ist Wolterink gemeinsam mit Andreas Mers Trainer der SG Neuenhaus-Uelsen.

## Beachhandball
Wolterink spielt für den Beachhandball-Verein BC Sand Devils Minden. Mit dem Verein gewann er 2015, 2016 und 2021 die Titel bei den Deutschen Meisterschaften, 2011 und 2012 schon mit den Varel Dynamites. Beim EHF Beach Handball Champions Cup 2015 erreichte Minden das Viertelfinale, wo das Team gegen den späteren Sieger „Ekaterinodar“ Krasnodar ausschied und am Ende Siebte wurde. Mit 126 erzielten Punkten war Wolterink hinter Roman Kalschnikow der beste Werfer des Turniers. 2016 schieden die Sand Devils schon nach den Gruppenspielen als Vorletzte aus und wurden am Ende Neunte. Wolterink erzielte mit 123 die meisten Punkte des Turniers und hält mit 20,5 Treffern pro Partie bis heute den besten Punkteschnitt dieser Turnierserie.
Nachdem der DHB nach acht Jahren Pause wieder mit deutschen Beachhandball-Nationalmannschaften an internationalen Turnieren teilgenommen hatte, gehörte Wolterink, obwohl schon über 30 Jahre alt, zur berufenen Mannschaft für die Europameisterschaften 2015. Im ersten Spiel gegen Kroatien, das klar in zwei Sätzen verloren wurde, war Wolterink mit 12 Punkten bester deutscher Werfer. Nach einer weiteren Niederlage gegen die Ukraine wurde das dritte Turnierspiel gegen Schweden gewonnen, Wolterink traf dabei zu 19 Punkten. Bei der folgenden Niederlage gegen Spanien und dem Sieg über Polen war Wolterink erstmals bester deutscher Torschütze. Als Tabellenvierte qualifizierten sich die Deutschen knapp für die Hauptrunde, wo gegen Russland und Ungarn verloren wurde, in beiden Spielen war Wolterink wieder mit zehn Punkten bester Werfer. Trotz der Niederlagen gelang die Qualifikation für das Viertelfinale, wo die Mannschaft gegen Kroatien ausschied. Auch das folgende Platzierungsspiel gegen Russland wurde verloren, das letzte Spiel um Rang acht wurde gegen Norwegen im Shootout verloren. Mit erzielten 96 Punkten in zehn Spielen war Wolterink nicht nur der beste deutsche Werfer, sondern auch der zehntbeste Torschütze der EM.
2017 nahm Wolterink am Jarun-See bei Zagreb abermals an Europameisterschaften teil. Zunächst gab es eine Niederlage zum Auftakt gegen Russland, anschließend wurden die Niederlande klar geschlagen. Nach einer Niederlage gegen die Spitzenmannschaft Ungarn, gegen die man erst im Shootout verlor, folgte der zweite Sieg über Polen. Bei den beiden letzten Vorrundenspielen gab es zwei Niederlagen gegen die Spitzenmannschaften aus Spanien und Dänemark. Gegen Ungarn war Wolterink mit 18, gegen Polen mit 16 Punkten, gegen Spanien mit zehn und mit 15 Punkten gegen Dänemark bester Werfer. Als Fünfte ihrer Vorrundengruppe verpassten die Deutschen knapp die Hauptrunde und damit die Viertelfinals. In der Trostrunde wurden die Schweiz, Serbien und Frankreich geschlagen. Damit war Deutschland am Ende Tabellenerster und somit Turnier-Neunter. Wolterink war wieder in allen Spielen bester deutscher Torjäger. Mit 118 Punkten aus neun Spielen war Wolterink erneut bester deutscher Werfer und zugleich neuntbester Werfer des Turniers mit der fünftbesten Trefferquote.

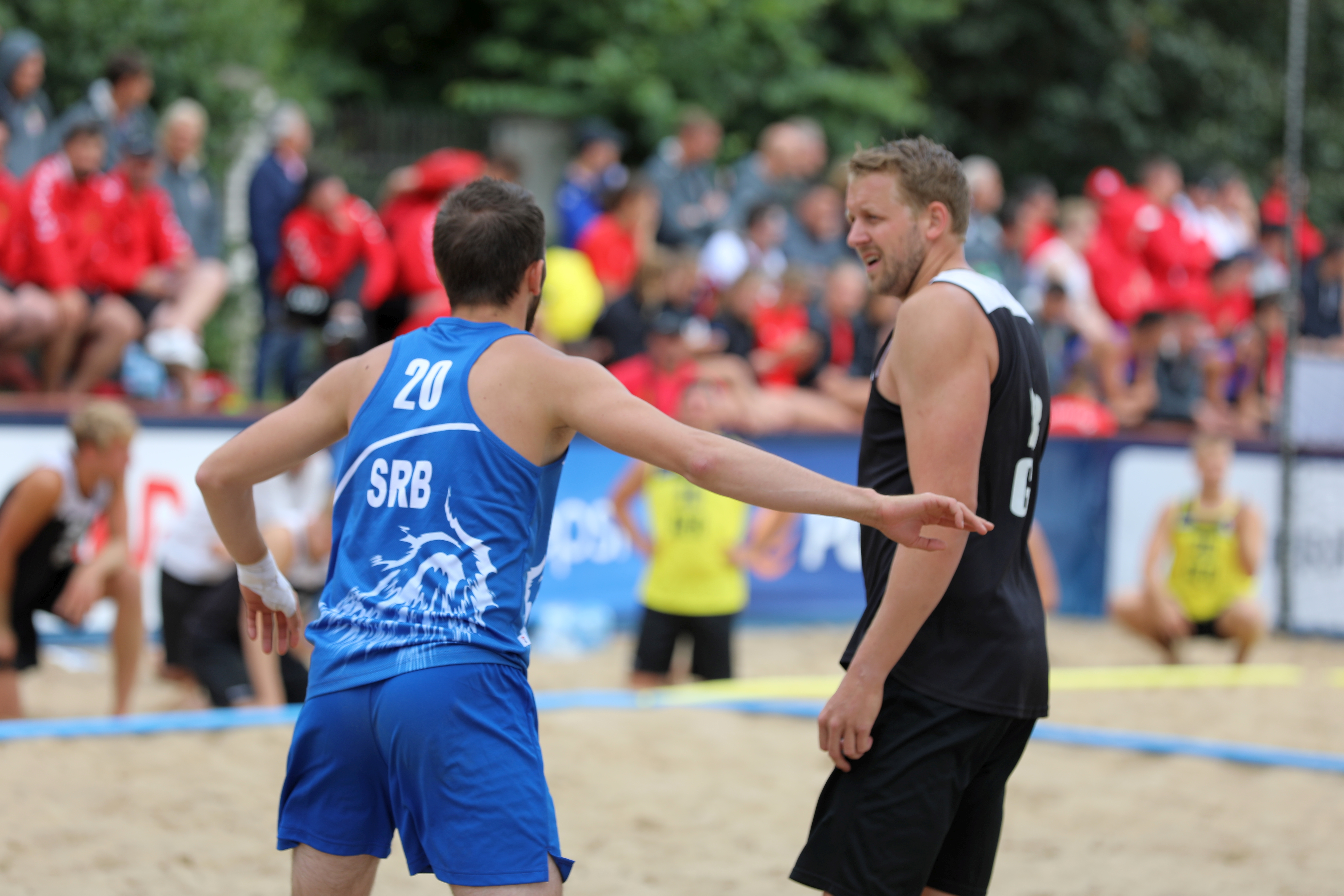
Wolterink (rechts) im Hauptrundenspiel gegen den Serben Nikola Perleta

Für die EM 2019 in Stare Jabłonki, Polen wurde Polen zum dritten Mal in eine nun verjüngte deutsche Auswahl berufen, für die er als Führungsspieler fungieren sollte. Schon zum Auftakt gelang ein Sieg über die Spanier im Shootout, bei dem Wolterink den hohen Wert von 24 Punkten erzielen konnte. Es folgten drei weitere Siege gegen Norwegen, Rumänien und die Türkei. Mit vier Siegen zog Deutschland als beste Mannschaft seiner Vorrunde in die Hauptrunde ein. Bei der Niederlage gegen Dänemark war Wolterink zehn Punkten wieder bester Werfer, danach folgte eine überraschende Niederlage gegen Serbien sowie eine Niederlage gegen Russland. Alle drei Spiele gingen im Shootout verloren. Als drittplatzierte Mannschaft ihrer Gruppe zogen die Deutschen dieses Mal sicher in das Viertelfinale ein, wo gegen die späteren Bronzemedaillengewinner aus Ungarn im Shootout verloren wurde. In den Platzierungsspielen folgte ein Sieg gegen Frankreich und eine Niederlage gegen Kroatien zum Abschluss. Damit war Deutschland am Ende Siebter und verpasste um einen Rang die direkte Qualifikation für die Weltmeisterschaften. In zehn Spielen erzielte Wolterink 78 Punkte und war damit erstmals nicht der beste Torschütze der deutschen Mannschaft, der nun Emil Paulik mit 110 Punkten war.
Aufgrund der COVID-19-Pandemie wurden die Beachhandball-Weltmeisterschaften 2020 abgesagt, für die Deutschland mit einer Wild Card spielberechtigt gewesen wäre. Auch 2021 gehört Wolterin weiter zum Kader der deutschen Nationalmannschaft.
2020 wurde Wolterink von Lesern der Webseite Handball World knapp hinter Marc Kunz bei der Wahl zum deutschen Beachhandballer des Jahrzehnts auf den zweiten Rang gewählt.